# Мистер Питкин на эстраде
«Мистер Питкин на эстраде» (англ. Follow a Star, дословный перевод — «Следуй за звездой») — британская кинокомедия 1959 года.

## Сюжет
Норман Траскотт — незадачливый работник прачечной, мечтающий о славе певца и берущий, с этой целью, уроки у грозной Дафны Добсон. И однажды ему действительно везёт — в прачечную заходит известный певец Вернон Кэру и, узнав в Нормане своего страстного почитателя, приглашает того на своё выступление. Лучше бы он этого не делал…

## В ролях
- Норман Уиздом — Норман Траскотт (в русскоязычном переводе — Питкин)
- Джун Лэверик — Джуди
- Джерри Десмонд — Вернон Кэру
- Хэтти Жак — Дафна Добсон
- Ричард Уоттис — доктор Четтеруэй
- Эдди Лесли — Гарольд Франклин
- Джон Ле Месурьё — Биркетт
- Сидни Тафлер — Пендлбери
- Пэт Кумбс — жеманная девушка в театре[2]